# South Hams
Il South Hams è un distretto locale del Devon, Inghilterra, Regno Unito, con sede a Totnes.
Il distretto fu creato con il Local Government Act 1972, il 1º aprile, 1974 dalla fusione dei municipal borough di Dartmouth e Totnes con il Distretto urbano di Kingsbridge, il Distretto urbano di Salcombe, il Distretto rurale di Kingsbridge, il Distretto rurale di Plympton St Mary e il Distretto rurale di Totnes.
La parte nord del distretto contiene il Dartmoor National Park.

## Villaggi e Parrocchie civili
- Ashprington
- Aveton Gifford
- Bantham
- Berry Pomeroy
- Bickleigh
- Bigbury
- Blackawton
- Brixton
- Buckland-Tout-Saints
- Charleton
- Chivelstone
- Churchstow
- Cornwood
- Cornworthy
- Dartington
- Dartmouth
- Dean Prior
- Diptford
- Dittisham
- East Allington
- East Portlemouth
- Ermington
- Frogmore and Sherford
- Halwell and Moreleigh
- Harberton
- Harford
- Holbeton
- Holne
- Ivybridge
- Kingsbridge
- Kingston
- Kingswear
- Littlehempston
- Loddiswell
- Malborough
- Marldon
- Modbury
- Newton and Noss
- North Huish
- Rattery
- Ringmore
- Salcombe
- Shaugh Prior
- Slapton
- South Brent
- South Huish
- South Milton
- South Pool
- Sparkwell
- Staverton
- Stoke Fleming
- Stoke Gabriel
- Stokenham
- Strete
- Thurlestone
- Totnes
- Ugborough
- Wembury
- West Alvington
- West Buckfastleigh
- Woodleigh
- Yealmpton